# Black and Yellow
«Black and Yellow» (рус. Чёрный и жёлтый) — песня американского хип-хоп артиста Уиз Халифа, выпущенная 14 сентября 2010 года в качестве главного сингла с альбома Rolling Papers. Песню написал сам Уиз Халифа, совместно с продюсерской командой Stargate, спродюсировали Stargate. «Black and Yellow» достиг первой строки Billboard Hot 100, став первым синглом № 1 Халифы в США. Также появлялся в трейлере мультфильма Лего Фильм: Бэтмен.

## Название
Название сингла является отсылкой к цветам флага Питтсбурга и к цветам её местной футбольной команды — Питтсбург Стилерз. Несмотря на то, что традиционно цветами флага Питтсбурга считались чёрный и золотой, золотой цвет на флаге выглядит как жёлтый. «Считается, что цвета флага — чёрный и золотой, но это не звучало бы красиво в песне», — заявил Калифа в интервью газете The Morning Call (англ. The Morning Call).

## Список композиций и официальный ремикс
- Цифровая дистрибуция[5]

1. «Black and Yellow» (альбомная версия) — 3:36
2. «Black and Yellow» (G-Mix) (совместно с Juicy J, Snoop Dogg и T-Pain) — 4:35

Официальный ремикс «Black & Yellow (G-Mix)», исполненный совместно с рэперами Snoop Dogg, Juicy J из группы Three 6 Mafia и T-Pain, был выпущен 16 декабря 2010 года, однако утёк в интернет 12 декабря. Клип на ремикс был выпущен 8 января 2011 года.

## Ремейки и фристайлы
На песню было сделано большое количество ремиксов, пародий и ремейков, большинство из которых посвящено спортивным командам (преимущественно американским). Среди некоторых из них:
| Название                         | Исполнитель                                                   | Описание |
| -------------------------------- | ------------------------------------------------------------- | --- |
| «Purp and Yellow»                | The Game совместно с Snoop Dogg и YG                          | Посвящена команде Лос-Анджелес Лейкерс. Также существует ремикс данной композиции, созданный DJ Skee и исполненный в стиле рока. |
| «Green and Yellow»               | Lil Wayne                                                     | Посвящена команде Грин Бэй Пэкерз.                                                                                               |
| «White and Navy»                 | Fabolous                                                      | Посвящена Нью-Йорку и команде «Нью-Йорк Янкис».                                                                                  |
| «Black and Yellow (Mike Tomlin)» | Wale                                                          | Посвящена Майку Томлину — тренеру команды Питтсбург Стилерз.                                                                     |
| «Yeah Carmelo»                   | Maino                                                         | Посвящена Кармело Энтони — профессиональному баскетболисту из команды Нью-Йорк Никс.                                             |
| «Black and Red»                  | Jermaine Dupri                                                | Посвящена команде Атланта Фэлконс.                                                                                               |
| «Black and Orange»               | San Quinn совместно с Big Rich, Cellski, DaVinci и Roach Gigz | Посвящена команде Сан-Франциско Джайентс                                                                                         |
| «Black and Yellow»               | Layzie Bone совместно с Flesh-n-Bone и Bone Thugs-N-Harmony   | — |
| «White and Purple»               | Chet Haze (сын актёра Тома Хэнкса)                            | Посвящена Северо-западному университету.                                                                                         |
| «Black and Yellow»               | Tyler Ward and Crew                                           | Рок-версия песни |
| «Kokkino Aspro» (Red and White)  | Jastenar & Very Smooth                                        | Посвящена греческому футбольному клубу Олимпиакос.                                                                               |

Помимо этого, были созданы фристайл-версии, в которых исполнители читают рэп под инструментальную версию песни «Black and Yellow». Такие версии исполнили Crooked I, Donnis и Tyga.

## Чарты и сертификации

### Billboard Hot 100
2 октября 2010 года сингл «Black and Yellow» дебютировал на 100-й строке Billboard Hot 100. На следующей неделе он исчез из хит-парада, однако спустя неделю, 30 октября, появился на 64-й строке. 19 февраля 2011 года сингл попал на первую строчку хит-парада. Всего было продано 3 миллиона цифровых копий сингла.
| Чарт (2010—11)                             | Позиция |
| ------------------------------------------ | ------- |
| (ARIA)                                     | 24      |
| (ARIA Urban Singles)                       | 9       |
| Австрия (Ö3 Austria Top 40)                | 44      |
| Бельгия/Фландрия (Ultratip Bubbling Under) | 2       |
| Бельгия/Валлония (Ultratop 50)             | 46      |
| Канада (Billboard Canadian Hot 100)        | 7       |
| Чехия (Rádio — Top 100)                    | 35      |
| Дания (Tracklisten)                        | 12      |
| Финляндия (Suomen virallinen lista)        | 2       |
| Франция (SNEP)                             | 38      |
| Германия (GfK)                             | 31      |
| German Airplay Chart                       | 91      |
| Ирландия (IRMA)                            | 14      |
| Нидерланды (Single Top 100)                | 44      |
| RIANZ                                      | 21      |
| Словакия (Rádio — Top 100)                 | 26      |
| Швеция (Sverigetopplistan)                 | 28      |
| Швейцария (Schweizer Hitparade)            | 44      |
| Великобритания (OCC UK Hip Hop/R&B)        | 2       |
| Великобритания (OCC UK Singles)            | 5       |
| США (Billboard Hot 100)                    | 1       |
| США (Billboard Hot R&B/Hip-Hop Songs)      | 6       |
| США (Billboard Pop Airplay)                | 18      |
| США (Billboard Hot Rap Songs)              | 1       |

| Страна    | Сертификация  |
| --------- | ------------- |
| Австралия | Золотой       |
| США       | 3× платиновый |